# Nils Silfverschiöld (1787–1878)
Nils August Silfverschiöld, född 29 juli 1787 på Koberg i Lagmansereds socken, död 25 april 1878, var en svensk friherre och jordbrukare.

## Biografi
Nils Silfverschiöld var son till Nils Silfverschiöld och Anna Margareta Alströmer. Han blev student vid Uppsala universitet 1801 och företog efter avslutade studier omfattande utlandsresor, bland annat till England där han studerade jordbruk och till Paris. Det var genom genom Nils Silfverschiölds ingripande som Carl Otto Mörner fick möjlighet att resa tillbaka till Sverige och verka för marskalk Bernadottes val till tronföljare. Efter faderns död 1813 övertog han faderns vidsträckta fideikommissegendomar, omfattande Koberg med flera egendomar i Älvsborg, som han genom köp utvidgade med bland annat Råbäck. Starkt påverkad av liberala idéer avböjde han såväl ordnar som hovtjänster och ägnade sig uteslutande åt jordbruket, inom vilket han var en föregångsman, samt åt olika kommunala uppdrag. Han gjorde även sporadiska besök vid riksdagarna, särskilt på 1840-talet, och 1865 stödde Silfverschiöld med sin röst det De Geerska representationsförslaget. Silfverschiöld hade även vetenskapliga intressen och lade grunden till de stora naturvetenskapliga samlingarna i Göteborgs museum.